# 2011-es Toyota Grand Prix of Long Beach
A 2011-es Toyota Grand Prix of Long Beach volt a 2011-es Izod IndyCar Series szezon harmadik futama. A versenyt 2011. április 17-én rendezték meg a Kaliforniában található Long Beach-ben. A versenyt az Versus közvetítette.

## Nevezési lista
| Csapat                       | Első pilóta | Első pilóta         | Második pilóta | Második pilóta     | Harmadik pilóta | Harmadik pilóta | Negyedik pilóta | Negyedik pilóta  |
| ---------------------------- | ----------- | ------------------- | -------------- | ------------------ | --------------- | --------------- | --------------- | ---------------- |
| Newman/Haas Racing           | 2           | Oriol Servià        | 06             | James Hinchcliffe  |                 |                 |                 |                  |
| Team Penske                  | 3           | Hélio Castroneves   | 6              | Ryan Briscoe       | 12              | Will Power      |                 |                  |
| Panther Racing               | 4           | J. R. Hildebrand    |                |                    |                 |                 |                 |                  |
| KV Racing Technology - Lotus | 5           | Szató Takuma        | 59             | E. J. Viso         | 82              | Tony Kanaan     |                 |                  |
| Andretti Autosport           | 7           | Danica Patrick      | 26             | Marco Andretti     | 27              | Mike Conway     | 28              | Ryan Hunter-Reay |
| Dragon Racing                | 8           | Paul Tracy          |                |                    |                 |                 |                 |                  |
| Target Chip Ganassi Racing   | 9           | Scott Dixon         | 10             | Dario Franchitti   | 38              | Graham Rahal    | 83              | Charlie Kimball  |
| A.J. Foyt Enterprises        | 14          | Vitor Meira         |                |                    |                 |                 |                 |                  |
| AFS Racing                   | 17          | Raphael Matos       |                |                    |                 |                 |                 |                  |
| Dale Coyne Racing            | 18          | James Jakes         | 19             | Sebastien Bourdais |                 |                 |                 |                  |
| Dreyer & Reinbold Racing     | 22          | Justin Wilson       | 24             | Ana Beatriz        |                 |                 |                 |                  |
| Conquest Racing              | 34          | Sebastian Saavedra  |                |                    |                 |                 |                 |                  |
| Sam Schmidt Motorsports      | 77          | Alex Tagliani       |                |                    |                 |                 |                 |                  |
| HVM Racing                   | 78          | Simona de Silvestro |                |                    |                 |                 |                 |                  |

## Eredmények

### Időmérő
| Pozíció | #  | Pilóta              | Csapat                       | Egyes csoport | Kettes csoport | Top 12    | Fast 6    |
| ------- | -- | ------------------- | ---------------------------- | ------------- | -------------- | --------- | --------- |
| 1       | 12 | Will Power          | Team Penske                  | 1:09.2846     |                | 1:09.3572 | 1:09.0649 |
| 2       | 28 | Ryan Hunter-Reay    | Andretti Autosport           |               | 1:09.3599      | 1:09.2348 | 1:09.1409 |
| 3       | 27 | Mike Conway         | Andretti Autosport           | 1:09.7079     |                | 1:09.5181 | 1:09.6414 |
| 4       | 2  | Oriol Servià        | Newman/Haas Racing           | 1:09.9073     |                | 1:09.5768 | 1:09.6828 |
| 5       | 22 | Justin Wilson       | Dreyer & Reinbold Racing     |               | 1:09.8550      | 1:09.4871 | 1:09.8097 |
| 6       | 3  | Hélio Castroneves   | Team Penske                  | 1:09.8534     |                | 1:09.5484 | 1:09.8423 |
| 7       | 10 | Dario Franchitti    | Chip Ganassi Racing          | 1:09.6014     |                | 1:09.6037 |           |
| 8       | 9  | Scott Dixon         | Chip Ganassi Racing          | 1:09.7859     |                | 1:09.6385 |           |
| 9       | 77 | Alex Tagliani       | Sam Schmidt Motorsports      |               | 1:09.5686      | 1:09.6497 |           |
| 10      | 82 | Tony Kanaan         | KV Racing Technology - Lotus |               | 1:09.7595      | 1:09.7352 |           |
| 11      | 06 | James Hinchcliffe   | Newman/Haas Racing           |               | 1:09.8358      | 1:09.8122 |           |
| 12      | 6  | Ryan Briscoe        | Team Penske                  |               | 1:09.5104      | 1:09.8243 |           |
| 13      | 14 | Vitor Meira         | A. J. Foyt Enterprises       | 1:10.1010     |                |           |           |
| 14      | 26 | Marco Andretti      | Andretti Autosport           |               | 1:09.9400      |           |           |
| 15      | 34 | Sebastian Saavedra  | Conquest Racing              | 1:10.1146     |                |           |           |
| 16      | 38 | Graham Rahal        | Chip Ganassi Racing          |               | 1:10.5883      |           |           |
| 17      | 59 | E. J. Viso          | KV Racing Technology - Lotus | 1:10.1465     |                |           |           |
| 18      | 78 | Simona de Silvestro | HVM Racing                   |               | 1:10.6407      |           |           |
| 19      | 17 | Raphael Matos       | AFS Racing                   | 1:10.3477     |                |           |           |
| 20      | 7  | Danica Patrick      | Andretti Autosport           |               | 1:10.7836      |           |           |
| 21      | 19 | Sébastien Bourdais  | Dale Coyne Racing            | 1:10.8050     |                |           |           |
| 22      | 5  | Szató Takuma        | KV Racing Technology - Lotus |               | 1:10.8197      |           |           |
| 23      | 18 | James Jakes         | Dale Coyne Racing            | 1:10.8592     |                |           |           |
| 24      | 83 | Charlie Kimball     | Chip Ganassi Racing          |               | 1:10.8672      |           |           |
| 25      | 8  | Paul Tracy          | Dragon Racing                | 1:11.0249     |                |           |           |
| 26      | 24 | Ana Beatriz         | Dreyer & Reinbold Racing     |               | 1:11.0341      |           |           |
| 27      | 4  | J. R. Hildebrand    | Panther Racing               |               | 1:11.4916      |           |           |

## Rajtfelállás
| Rajtsor | Belső ív | Belső ív           | Külső ív | Külső ív            |
| ------- | -------- | ------------------ | -------- | ------------------- |
| 1       | 12       | Will Power         | 28       | Ryan Hunter-Reay    |
| 2       | 27       | Mike Conway        | 2        | Oriol Servià        |
| 3       | 22       | Justin Wilson      | 3        | Hélio Castroneves   |
| 4       | 10       | Dario Franchitti   | 9        | Scott Dixon         |
| 5       | 77       | Alex Tagliani      | 82       | Tony Kanaan         |
| 6       | 06       | James Hinchcliffe  | 6        | Ryan Briscoe        |
| 7       | 14       | Vitor Meira        | 26       | Marco Andretti      |
| 8       | 34       | Sebastian Saavedra | 38       | Graham Rahal        |
| 9       | 59       | E. J. Viso         | 78       | Simona de Silvestro |
| 10      | 17       | Raphael Matos      | 7        | Danica Patrick      |
| 11      | 19       | Sebastien Bourdais | 5        | Szató Takuma        |
| 12      | 18       | James Jakes        | 83       | Charlie Kimball     |
| 13      | 8        | Paul Tracy         | 24       | Ana Beatriz         |
| 14      | 4        | J. R. Hildebrand   |          |                     |

### Verseny
| Pozíció               | #  | Pilóta              | Csapat                       | Futott kör | Idő/Kiesés oka       | Rajthely | Élen töltött körök száma | Pont |
| --------------------- | -- | ------------------- | ---------------------------- | ---------- | -------------------- | -------- | ------------------------ | ---- |
| 1.                    | 27 | Mike Conway         | Andretti Autosport           | 85         | 1:53:11.1000         | 3        | 14                       | 50   |
| 2.                    | 6  | Ryan Briscoe        | Team Penske                  | 85         | +6.3203              | 12       | 35                       | 42   |
| 3.                    | 10 | Dario Franchitti    | Chip Ganassi Racing          | 85         | +6.7163              | 7        | 0                        | 35   |
| 4.                    | 06 | James Hinchcliffe   | Newman/Haas Racing           | 85         | +9.0705              | 11       | 0                        | 32   |
| 5.                    | 77 | Alex Tagliani       | Sam Schmidt Motorsports      | 85         | +16.0177             | 9        | 4                        | 30   |
| 6.                    | 2  | Oriol Servià        | Newman/Haas Racing           | 85         | +16.8966             | 4        | 0                        | 28   |
| 7.                    | 7  | Danica Patrick      | Andretti Autosport           | 85         | +17.5016             | 20       | 0                        | 26   |
| 8.                    | 82 | Tony Kanaan         | KV Racing Technology - Lotus | 85         | +18.9655             | 10       | 0                        | 24   |
| 9.                    | 14 | Vitor Meira         | A. J. Foyt Enterprises       | 85         | +19.4723             | 13       | 0                        | 22   |
| 10.                   | 12 | Will Power          | Team Penske                  | 85         | +20.0038             | 21       | 0                        | 21   |
| 11.                   | 17 | Raphael Matos       | AFS Racing                   | 85         | +20.4660             | 19       | 0                        | 19   |
| 12.                   | 3  | Hélio Castroneves   | Team Penske                  | 85         | +20.7784             | 6        | 0                        | 18   |
| 13.                   | 38 | Graham Rahal        | Chip Ganassi Racing          | 85         | +21.3464             | 16       | 0                        | 17   |
| 14.                   | 34 | Sebastian Saavedra  | Conquest Racing              | 85         | +23.1137             | 15       | 0                        | 16   |
| 15.                   | 18 | James Jakes         | Dale Coyne Racing            | 85         | +24.5926             | 23       | 0                        | 15   |
| 16.                   | 8  | Paul Tracy          | Dragon Racing                | 85         | +1:03.7578           | 25       | 0                        | 14   |
| 17.                   | 4  | J. R. Hildebrand    | Panther Racing               | 85         | +1:10.9001           | 27       | 0                        | 13   |
| 18.                   | 9  | Scott Dixon         | Chip Ganassi Racing          | 84         | +1 kör               | 8        | 1                        | 12   |
| 19.                   | 24 | Ana Beatriz         | Dreyer & Reinbold Racing     | 83         | +2 Kör               | 26       | 0                        | 12   |
| 20.                   | 78 | Simona de Silvestro | HVM Racing                   | 82         | + 3 Kör              | 18       | 0                        | 12   |
| 21.                   | 5  | Szató Takuma        | KV Racing Technology - Lotus | 81         | + 4 Kör              | 18       | 0                        | 12   |
| 22.                   | 22 | Justin Wilson       | Dreyer & Reinbold Racing     | 78         | +7 Kör               | 5        | 0                        | 12   |
| 23.                   | 28 | Ryan Hunter-Reay    | Andretti Autosport           | 72         | Váltóhiba            | 2        | 2                        | 12   |
| 24.                   | 83 | Charlie Kimball     | Chip Ganassi Racing          | 66         | Elektronika          | 24       | 0                        | 12   |
| 25.                   | 59 | E. J. Viso          | KV Racing Technology - Lotus | 59         | Baleset              | 17       | 0                        | 10   |
| 26.                   | 26 | Marco Andretti      | Andretti Autosport           | 37         | Kormánymű            | 14       | 0                        | 10   |
| 27.                   | 19 | Sebastien Bourdais  | Dale Coyne Racing            | 27         | Baleset Andretti-vel | 21       | 0                        | 10   |
| HIVATALOS VÉGEREDMÉNY |    |                     |                              |            |                      |          |                          |      |

### Verseny statisztikák
A verseny alatt 7-szer változott az élen álló személye 6 versenyző között.
| Változás az élen | Változás az élen |
| Kör              | Élen             |
| ---------------- | ---------------- |
| 28               | Alex Tagliani    |
| 32               | Ryan Briscoe     |
| 56               | Ryan Hunter-Reay |
| 58               | Will Power       |
| 60               | Scott Dixon      |
| 61               | Ryan Briscoe     |
| 72               | Mike Conway      |

| Élen töltött körök száma | Élen töltött körök száma |
| Körök                    | Versenyző                |
| ------------------------ | ------------------------ |
| 35                       | Ryan Briscoe             |
| 29                       | Will Power               |
| 14                       | Mike Conway              |
| 4                        | Alex Tagliani            |
| 2                        | Ryan Hunter-Reay         |
| 1                        | Scott Dixon              |

| Sárga zászlók: 3 alkalommal összesen 12 körön át | Sárga zászlók: 3 alkalommal összesen 12 körön át               |
| Körök                                            | Ok                                                             |
| ------------------------------------------------ | -------------------------------------------------------------- |
| 25-30                                            | #78-as autó megpördülése a 11-es kanyarban                     |
| 63-65                                            | #22-es autó balesete a 8-as kanyarban                          |
| 67-69                                            | #5-ös,#34-es,#38-as és a #83-as autó balesete a 8-as kanyarban |

## Bajnokság állása a verseny után
Pilóták bajnoki állása
| Pozíció | Pilóta           | Pontok |
| ------- | ---------------- | ------ |
| 1       | Dario Franchitti | 122    |
| 2       | Will Power       | 115    |
| 3       | Tony Kanaan      | 87     |
| 4       | Oriol Servià     | 80     |
| 5       | Mike Conway      | 74     |